# المعهد العالي للميكانيكا بباريس
المعهد العالي للميكانيكا في باريس (بالفرنسية: Institut supérieur de mécanique de Paris) أو اختصارا سوبميكا هي واحدة من 204 مدرسة فرنسية للمهندسين معتمدة في 11 سبتمبر 2020 لإصدار الدبلوم الهندسي.
وضع المعهد تحت إشراف وزارة التعليم العالي والبحث والابتكار، منذ تأسيسه عام 1948 ويقوم بتدريب مهندسين خبراء في الميكانيكا ومتخصصين في أنظمة النقل وأنظمة الإنتاج الصناعي والمجمعات الصناعية. يستقبل المعهد طلاب الهندسة بشكل رئيسي بعد الأقسام التحضيرية للمدارس العليا. وينتمي إلى مجموعة المدارس العليا الوطنية للهندسة. وهي عضو في مؤتمر المدارس الكبرى ومجموعة المعهد العالي للطيران والفضاء وشبكة بوليميكا كعضو مؤسس.

## مدرسة

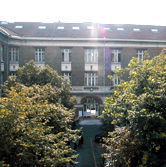
المبنى التاريخي للمدرسة

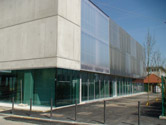
المبنى الجديد.

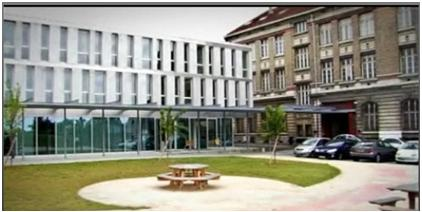
منظر من الحديقة.

### تاريخ
في عام 1948  تم إنشاء المعهد العالي للمواد والبناء الميكانيكي (ISMCM) بمبادرة مشتركة من وزارة الدفاع ووزارة التربية الوطنية واتحاد الصناعات الميكانيكية والتحويلية للمعادن (المعروف اليوم باسم FIM)، في من أجل تزويد الدولة بمؤسسة إضافية مخصصة لإعادة إعمار البلاد في سياق ما بعد الحرب. يقع مقر المعهد في مبنى المدرسة الوطنية المهنية السابقة للتجارة والصناعة  في سان أوين، والتي تم تدمير جزء منها أثناء الحرب.  كان المعهد مخصصًا للمهندسين الذين تخرجوا من المدارس الكبرى ولديهم بالفعل ممارسة صناعية، وكان مسؤولاً، باعتباره مؤسسة تطبيقية للمدرسة متعددة التقنيات، عن تحسينهم في دراسة المواد واستخدامها في البناء الميكانيكي والتسليح. حصل المهندسون على دبلوم هندسة التخصص الثاني في عام واحد من التدريب وكان لديهم إمكانية الاستمرار للحصول على درجة الدكتوراه.
وفي عام 1956، تم إنشاء مركز الدراسات العليا في التقنيات الصناعية (CESTI)، وهو مدرسة هندسة ملحقة بالمعهد، وتخصصاته الميكانيكا والتصنيع. كانت المدرسة رائدة في وقتها، حيث تم إنشاؤها على المبادئ الأساسية للتدريب الأولي والتدريب المستمر من خلال إنشاء نظام للدراسات بالتناوب بين الدورات العلمية رفيعة المستوى والتدريب الصناعي داخل الشركات. من خلال توظيف طلابها بعد الفصول التحضيرية العلمية، أعطى المركز قوة دافعة للمؤسسة من خلال تقليص الفجوة بين رجل العلم ورجل الفن، من أجل تعزيز الوظائف الأدائية للمهندس الميكانيكي. أُنشى فرع المركز في عام 1994 في تولون، ثم تم تكليف إدارته بعد ذلك إلى جان بول فراشيه.
اتخذ المركز صفة مؤسسة عامة ذات طابع علمي وثقافي ومهني في عام 1990 وأصبح المعهد العالي للمواد والبناء الميكانيكي، ثم المعهد العالي للميكانيكا بباريس في عام 2003.
منذ عام 2008، قام المعهد أيضًا بتدريب المتدربين الذين يتبعون الدورة الجديدة المؤدية إلى دبلوم الهندسة الوطني المتخصص في الهندسة الصناعية (التدريب المهني).
في عام 2012، تم إنشاء مركز كوليجيوم إيل دو فرانس للبحث والتعليم العالي، والمدرسة الوطنية للإلكترونيات وتطبيقاتها (ENSEA) والمدرسة الدولية لعلوم المعالجة (EISTI). أصبح معهد باريس الكبير للفنون التطبيقية في عام 2014، والذي تم حله في 31 ديسمبر 2017 بسبب الرغبات المتباينة للمؤسسات في إعادة التجمع حول جامعة سيرجي بونتواز.
في عام 2014، قامت المؤسسة الباريسية بمركزية نشاط المدرستين وانتقل فرع المعهد في تولون إلى حرم فاليت دو فار واندمج مع معهد العلوم الهندسية في تولون وفار (ISITV) ليخلقا معا مدرسة المهندسين بجامعة تولون.
وفي عام 2018، انضمت المدرسة إلى ومجموعة المعهد العالي للطيران والفضاءمجموعة المعهد العالي للطيران والفضاء  كشريك. وفي عام 2019، أصبحت مدرسة تابعة وأصبحت مدرسة عضوًا في عام 2021.
حصلت المدرسة على تصنيف DD&RS (التنمية المستدامة والمسؤولية الاجتماعية) منذ ديسمبر 2016  وإيزو 9001:2015 لوظائف الدعم والمساندة منذ أكتوبر 2021.
في تصنيفات 2023 لـ DAUR وGénération prépa، احتل المعهد على التوالي المركز 55 من بين 176 مدرسة والمركز 59 من أصل 168.
وفقًا لمسح التكامل المهني الذي أجرته CGE لعام 2023، يبلغ معدل التوظيف الصافي لمدة 6 أشهر لخريجي المعهد الشباب 99% ويبلغ متوسط الراتب مع المكافآت 40,960 يورو.
في يونيو 2024، انضم المعهد إلى شبكة شراكة المجموعة الأوروبية لجامعات الطيران والفضاء، والتي تجمع أفضل 31 جامعة أوروبية في هندسة الطيران والفضاء.

### القبول
يتم القبول الرئيسي على مستوى البكالوريا+2، من خلال المسابقات المشتركة للمعهد الوطني للجامعات.
تحت حالة الطالب، يتم تقديم ما يزيد قليلاً عن مائة مقغد كل عام للطلاب من الصفوف التحضيرية العلمية ويمكن الوصول إلى حوالي عشرة مقاعد بعد دورة جامعية مثل دبلوم التكنولوجيا الجامعي (DUT)، أو الليسانس  أو الصفوف التحضيرية.
في حالة المتدرب، يتم تقديم حوالي خمسين مقعداً ويتم الاختيار على مستوى البكالوريا+2 بعد دراسة ملف الطالب وإجراء مقابلة مع لجنة تحكيم مختلطة. 
يمكن للطلاب الأجانب الانضمام إلى الدورة في السنة الثانية أو الثالثة كجزء من التنقل المزدوج أو بعد الاختيار والمشورة من مؤسستهم المحلية.

### التعليم

#### مسار الدراسات
يجمع التدريب الهندسي بين قاعدة علمية متعمقة والخبرة الصناعية. خلال ثلاث سنوات من التدريب، يتم تخصيص 52 أسبوعا للتدريب الداخلي. يتضمن التدريب مقررات علمية إجبارية واختيارية، ودورات في العلوم الاقتصادية والاجتماعية والإنسانية، بالإضافة إلى لغتين أجنبيتين إجباريتين بما في ذلك اللغة الإنجليزية، في السنتين الأولى والثانية، ودورات فرعية في السنة النهائية. وفي نهاية السنة الثالثة يحصل الطلاب على دبلوم الهندسة من المعهد العالي للميكانيكا بباريس، والذي يمنحهم أيضًا درجة الماجستير.
تأخذ السنة الأولى شكل جذع مشترك يجمع بين التدريس العام في الرياضيات التطبيقية وعلوم الكمبيوتر والطاقة والحرارة والأنظمة الآلية والعلوم الاجتماعية واللغات الحديثة بالإضافة إلى تدريس أكثر تحديدًا في الميكانيكا يجمع بين دراسة المواد، ديناميكا الصلبة وميكانيكا الاتصال والسطح وكذلك ميكانيكا الموائع. تدّرس الإدارة الصناعية واللوجستية اعتبارًا من الفصل الدراسي الثاني من السنة الأولى من أجل تعريف الطلاب بالممارسة الأولى للهندسة الصناعية.
في السنة الثانية، غالبية الدورات المقدمة تأخذ شكل وحدات اختيارية. يختار الطلاب ست دورات من أصل ثلاثين. يتم تخصيص فصل دراسي واحد للتدريب كمساعد مهندس في مختبر أو في شركة.
تجمع السنة الثالثة ما يسمى بالدورات التدريبية المختلفة. يمكن للطلاب اختيار أحد المسارات التالية: النمذجة والعمليات والمواد والمحاكاة في التصميم الميكانيكي وأنظمة الميكاترونكس والفيزياء المتعددة وأنظمة الإنتاج والخدمات اللوجستية. الفصل الدراسي الأخير مخصص لتدريب نهاية الدراسة. 
في كل عام، تكون المشاريع التعليمية في قلب التدريب: يركز الطلاب على دراسة وتصميم وتحسين وتصنيع نظام مخصص لصناعة السيارات أو الطيران أو الطاقة، على سبيل المثال.

#### التنقل
يقدم كل من هذه القطاعات دورة موازية. يمكن أيضًا قضاء السنة النهائية في مؤسسة شريكة لشبكة بوليميكا أو مجموعة معاهد الملاحة الجوية والفضاء أو مدرسة المهندسين بجامعة تولون أو الكلية الوطنية للألكترونيات وعلوم الكمبيوتر والاتصالات والرياضيات والميكانيكا في بوردو أو في الخارج في إحدى المؤسسات السبعين التي أبرمت اتفاقيات التنقل أو اتفاقيات الدرجة المزدوجة. 
دورات درجة مزدوجة: من أجل إثراء إمكانيات المسار الوظيفي للطلاب، يمكنهم الاختيار، في نهاية السنة الثانية، لدورة تسمح لهم بالحصول في سنة إضافية على كل من دبلوم الهندسة في المدرسة وشهادة هندسية ثانية من مؤسسة فرنسية أو أجنبية بعد توقيع اتفاقية مع المدرسة. على سبيل المثال، من الممكن متابعة التخصص في الهندسة الذرية في المعهد الوطني للعلوم والتكنولوجيا النووية، أو في المحركات أو الطاقات الأحفورية أو المتجددة في المدرسة الوطنية العليا للبترول والمحركات، أو في الدورات التعليمية للمدارس في شبكة بوليميكا  أو حتى في ميكانيكا الموائع أو الطيران في جامعة كرانفيلد.
من الممكن الحصول على العديد من درجات الماجستير في البحث أو الإدارة التي تسمح بالتطوير في مجال متعلق بتلك التي تقدمها المؤسسة بالشراكة مع مدرسة سنترال سوبيليك وجامعة باريس دوفين للاقتصاد والإدارة بالإضافة إلى بعض المؤسسات في باريس ساكلاي. 

#### قطاعات التوظيف
لعدة سنوات، ظل قطاع الطيران هو القطاع الرائد في توظيف الخريجين الشباب، حيث يعمل ما يقرب من نصف الدفعات في هذا المجال من النشاط، يليه قطاعات السيارات والسكك الحديدية والرفاهية والطاقة.

## الأنشطة البحثية
تم جمع الأنشطة البحثية في المعهد داخل مختبر الكوارتز الناتج عن اندماج ثلاثة مختبرات مختصة على التوالي في الميكانيكا والمواد (LISMMA)، والإلكترونيات والأتمتة (ECS Lab)، وعلوم الكمبيوتر والرياضيات التطبيقية (L@RIS) في عام 2015. 
يجمع مختبر الكوارتز بين المهارات والخبرات التي تركز على تسعة مواضيع رئيسية، خمسة منها ممثلة بشكل رئيسي في مباني المدرسة. وتقع المدارس الأخرى بشكل رئيسي في مباني المدرسة الوطنية العليا للإلكترونيات وتطبيقاتها والمدرسة الدولية لعلوم معالجة المعلومات:
- علم الاحتكاك والمواد
- التجميعات والأشكال الميكانيكية في الإحصائيات والديناميكيات
- الصوتيات الاهتزازية
- الأنظمة المستدامة
- هندسة الأنظمة الميكاترونيكية والفيزياء المتعددة
- إلكترونيات الأنظمة
- الأتمتة والطاقات المتجددة
- علوم الكمبيوتر
- الرياضيات المطبقة على التمويل والفيزياء والأنظمة المعقدة.

بالنسبة لدورة الدكتوراه، المدرسة تابعة لمؤسسات باريس ساكلاي. في عام 2017، كان 45 طالب دكتوراه يعدون أطروحاتهم حول مجالات مثل مقاومة المواد، أو تكنولوجيا المعلومات أو ابتكار الميكاترونكس في خدمة الإنتاج والأداء الصناعي، أو النمذجة الرقمية للبيئات المستمرة، أو إدارة الجودة، أو الهياكل الاهتزازية أو حتى ابتكار المواد المخصصة للطيران أو السيارات. 
في المجمل، يساهم حوالي 200 شخص، من بينهم 90 ملحقًا بالمعهد، في الأنشطة البحثية لمختبر الكوارتز.   

## طلاب قدامى
تضم المدرسة 7000 طالب سابق  من بينهم برنارد دودوت، وهو مهندس فرنسي عمل في مجال تطوير محركات الفورمولا 1 المزودة بشاحن توربيني V6 وV10 وV8 وV12.

## التطور الديموغرافي
| 2006 | 2007 | 2008 | 2009 | 2010 | 2011 | 2012 | 2013 | 2014 | 2015 | 2016 | 2017 | 2018 | 2019 | 2020 | 2021 | 2022 |
| ---- | ---- | ---- | ---- | ---- | ---- | ---- | ---- | ---- | ---- | ---- | ---- | ---- | ---- | ---- | ---- | ---- |
| 573  | 543  | 561  | 585  | 622  | 629  | 665  | 720  | 671  | 630  | 607  | 594  | 597  | 596  | 623  | 604  | 594  |

## معرض صور

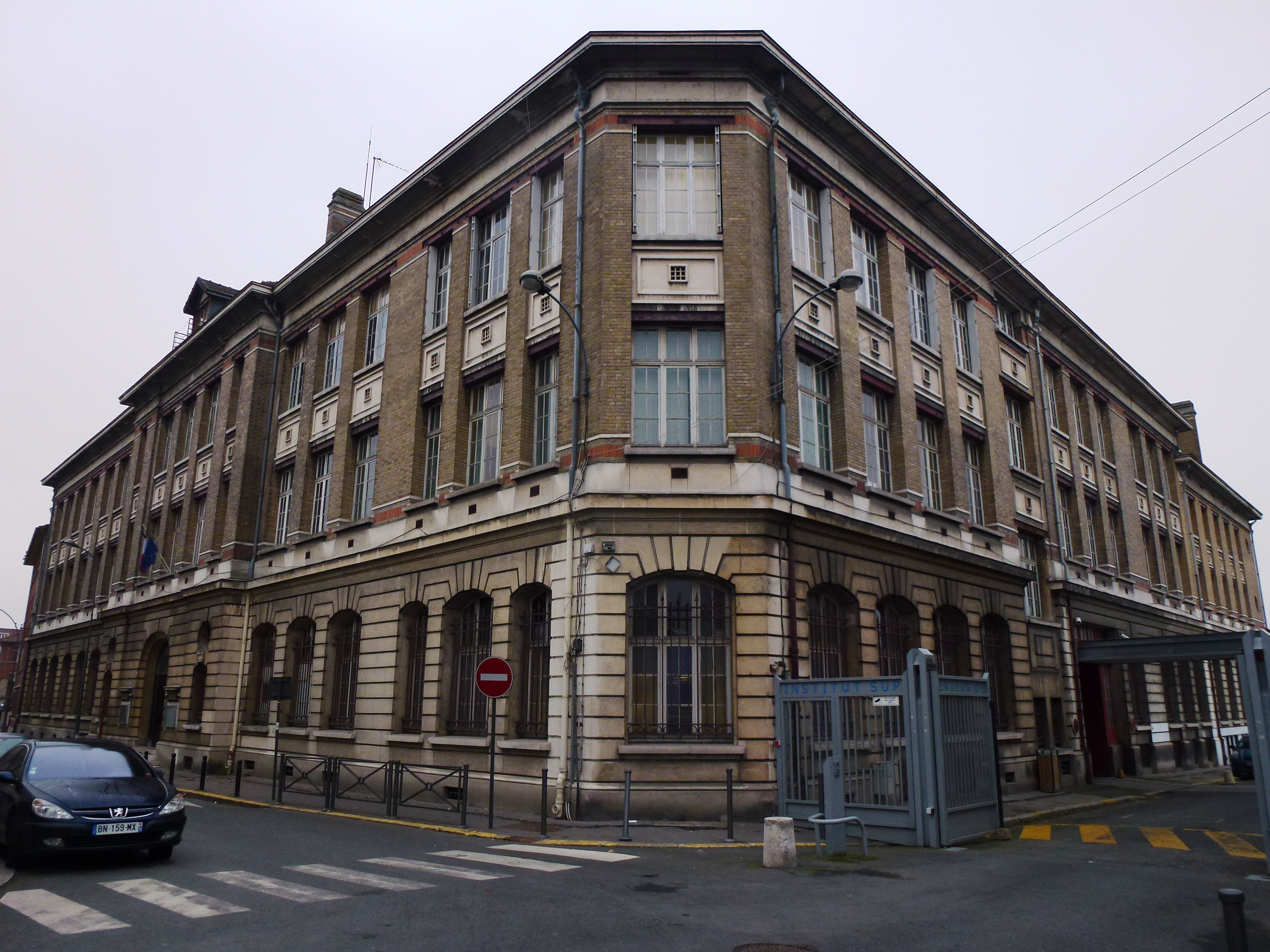
المدرسة المهنية الوطنية في سان أوين، الآن سوبميكا باريس
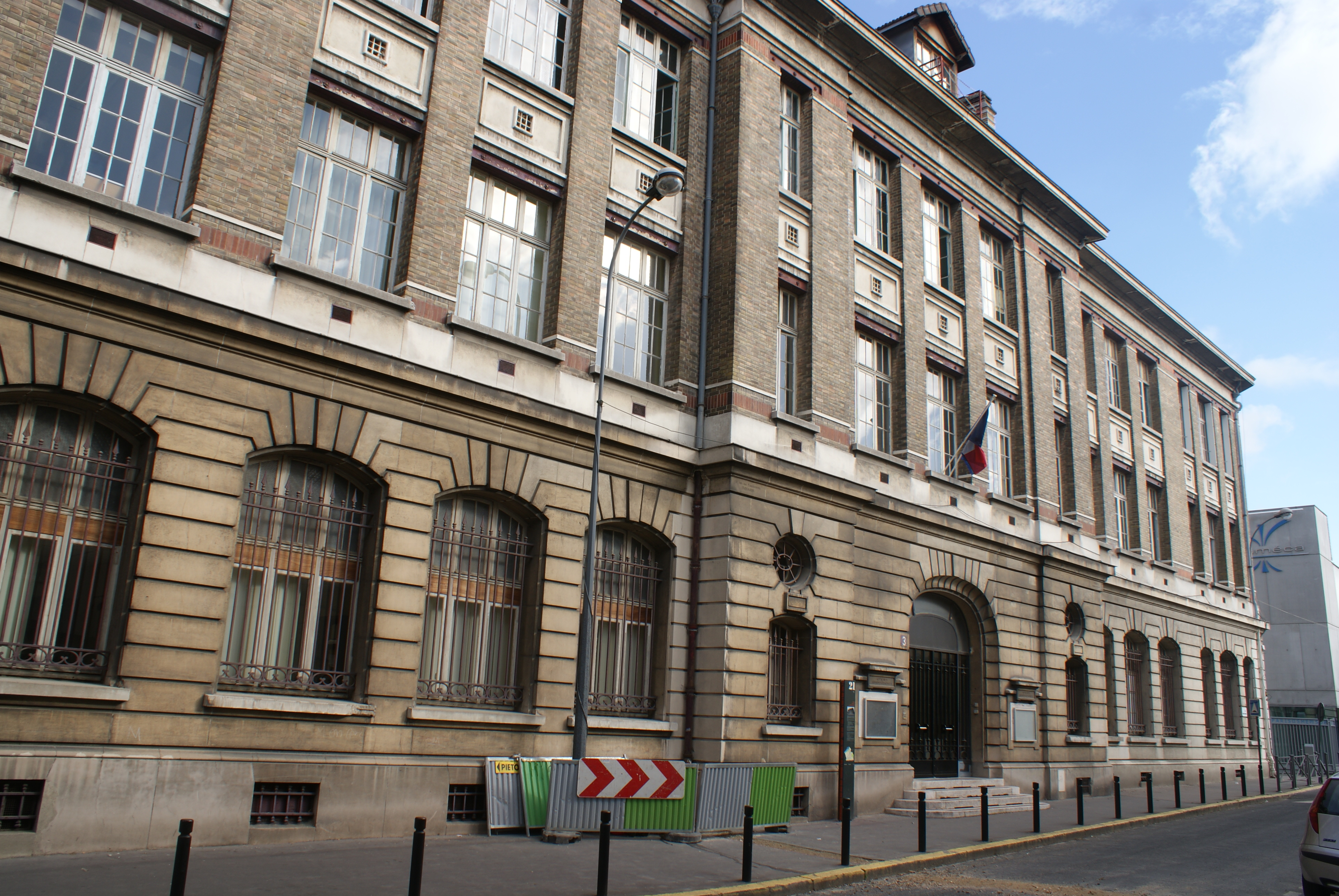
الواجهة الرئيسية
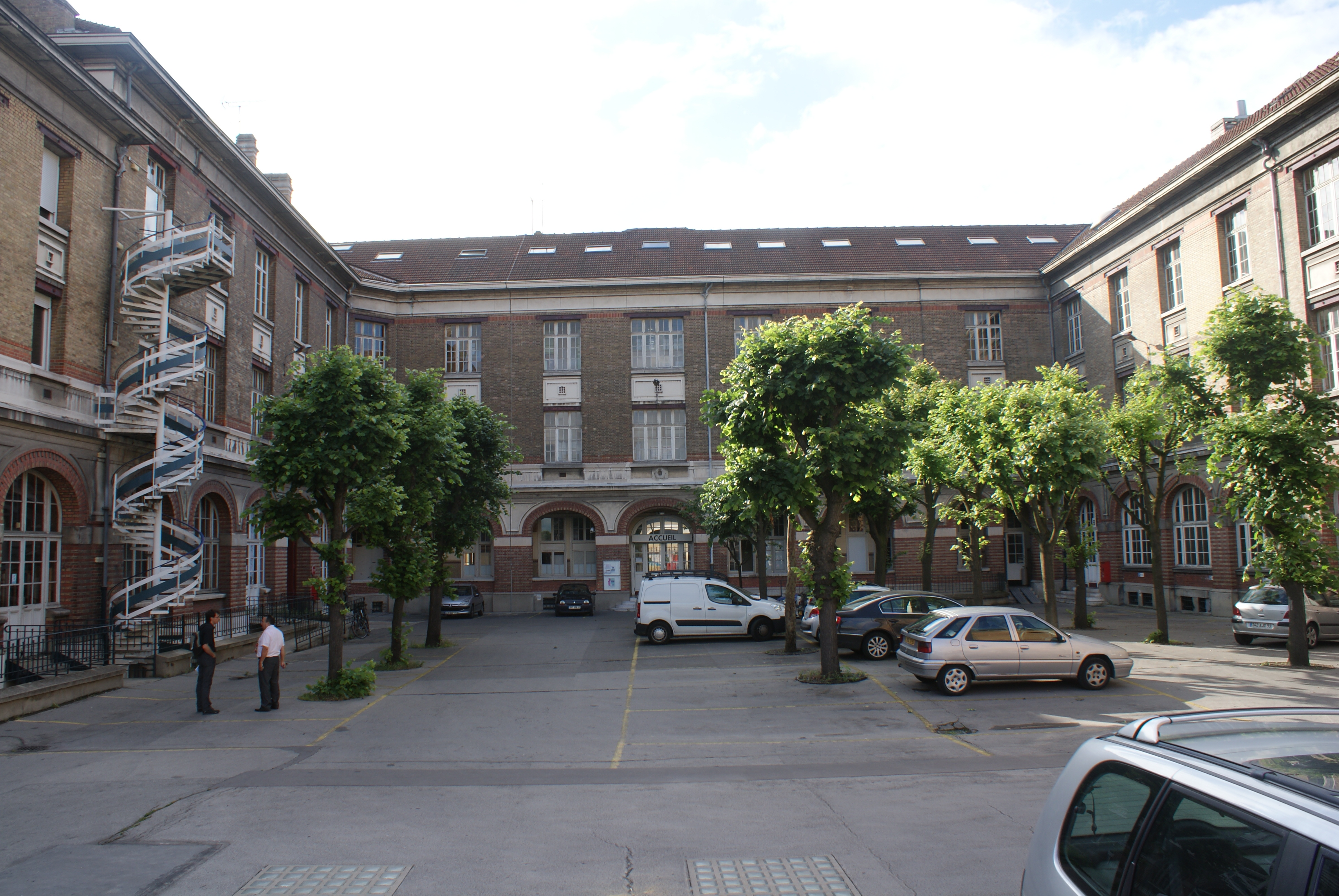
فناء المبنى التاريخي
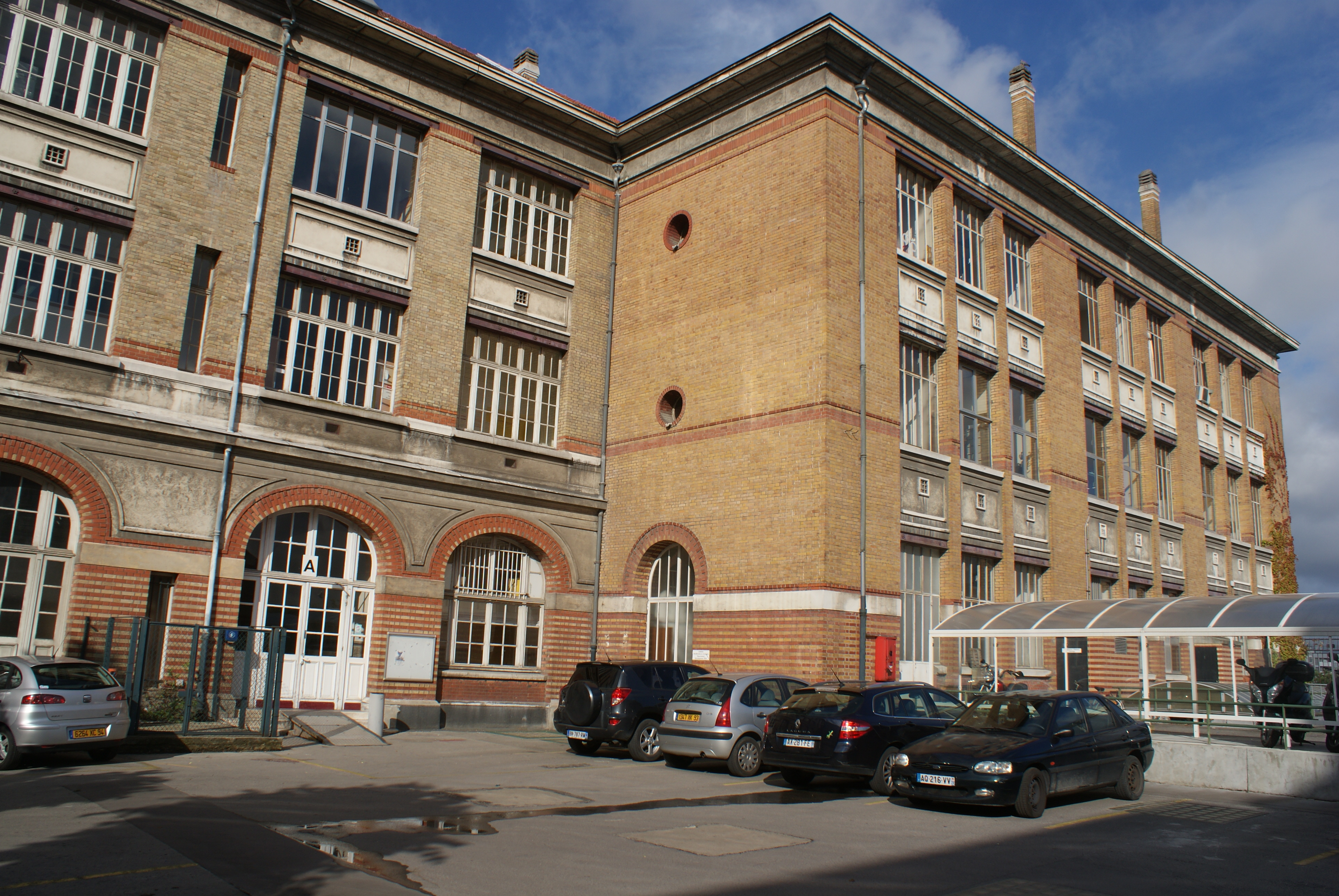
جناح المبنى الرئيسي
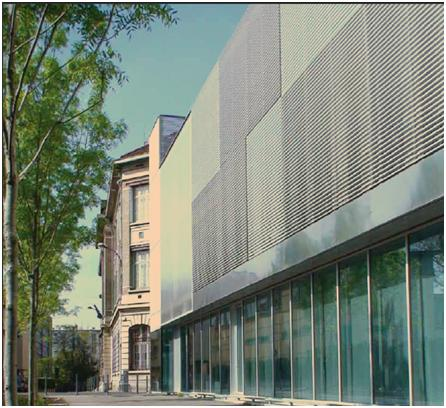
واجهة المبنى الجديد